# 24. østlige længdekreds
Den 24. østlige længdekreds (eller 24 grader østlig længde) er en længdekreds, der ligger 24 grader øst for nulmeridianen. Den løber gennem Ishavet, Atlanterhavet, Europa, Afrika, det Indiske Ocean, det Sydlige Ishav og Antarktis.